# Майкъл Левит
Майкъл Левит (на английски: Michael Levitt; на иврит: מיכאל לויט) е американско-британско-израелско-южноафрикански биофизик, професор по структурна биология и лауреат на Нобелова награда за химия от 2013 г. заедно с Мартин Карплус и Ари Варшел за „разработването на многомащабни модели за сложни химични системи“.

## Произход и образование
Майкъл Левит е роден на 9 май 1947 г. в Претория, ЮАР, в еврейско семейство, дошло от Плунге, Литва. Баща му е от Литва, а майка му е от Чехия. Завършва средното си образование в Претория и записва приложна математика през 1963 г. в Преторския университет, но семейството му междувременно решава да се преместят в Англия. Там той е приет в Кингс Колидж, завършвайки специалност физика през 1967 г.
През 1967 г. посещава Израел за първи път. Заедно с израелската си жена, Рина, той заминава да учи в Кеймбриджкия университет, където се раждат трите му деца. В Кеймбридж той записва докторантура по изчислителна биология, работейки в лабораторията по молекулярна биология в периода 1968 – 1972 г. Там той разработва компютърна програма за изучаването на молекулните конформации, което му помага с по-нататъшната работа.

## Научна дейност
През 1979 г. Левит се завръща в Израел, където прави изследвания в института Вайцман в Реховот. През 1980 г. става израелски гражданин. Служи в Израелските отбранителни сили в продължение на шест седмици през 1986 г. Същата година решава да започне да преподава в Станфордския университет, поделяйки времето си между Израел и Калифорния. В периода 1980 – 1987 г. е професор по химическа физика в института Вайцман, а след това е назначен за професор по структурна биология в Станфорд.
Левит е един от първите изследователи, провеждали симулации на молекулярната динамика на ДНК и протеини. Именно той разработва първият софтуер за тази цел. Той става известен с разработването на подходи за предсказване на макромолекулните структури Той работи и по опростеното представяне на протеиновата структура за анализ на протеиновото нагъване и разработва системи за мащабно сравняване на секвенции и структури. Извън лабораторията, той служи в научно-консултативните съвети на няколко компании. През 2001 г. е избран за член на Британско кралско научно дружество, а през 2002 г. – за член на Националната академия на науките на САЩ. През 2013 г. е удостоен с Нобелова награда за химия.